# Bryocamptus washingtonensis
Bryocamptus washingtonensis är en kräftdjursart som beskrevs av M. S. Wilson 1958. Bryocamptus washingtonensis ingår i släktet Bryocamptus och familjen Canthocamptidae. Inga underarter finns listade i Catalogue of Life.